# RS-699
De RS-699 is een regionale verbindingsweg in de deelstaat Rio Grande do Sul in het zuiden van Brazilië. De weg ligt in de gemeente Chuí en loopt vanaf de aansluiting op de BR-471 naar Estrada do Hermenegildo aan de kust.
De weg heeft een lengte van 8,8 kilometer.

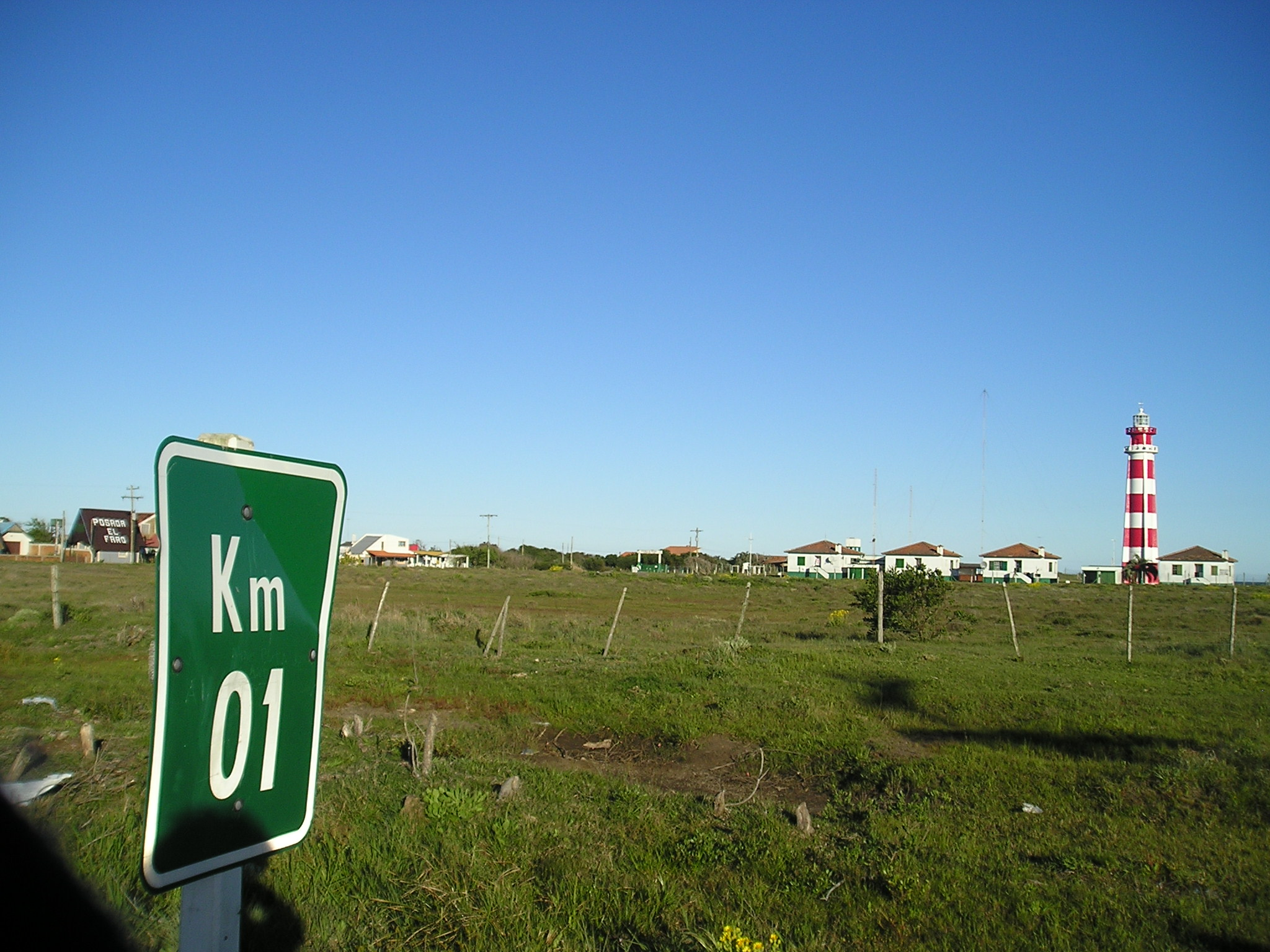
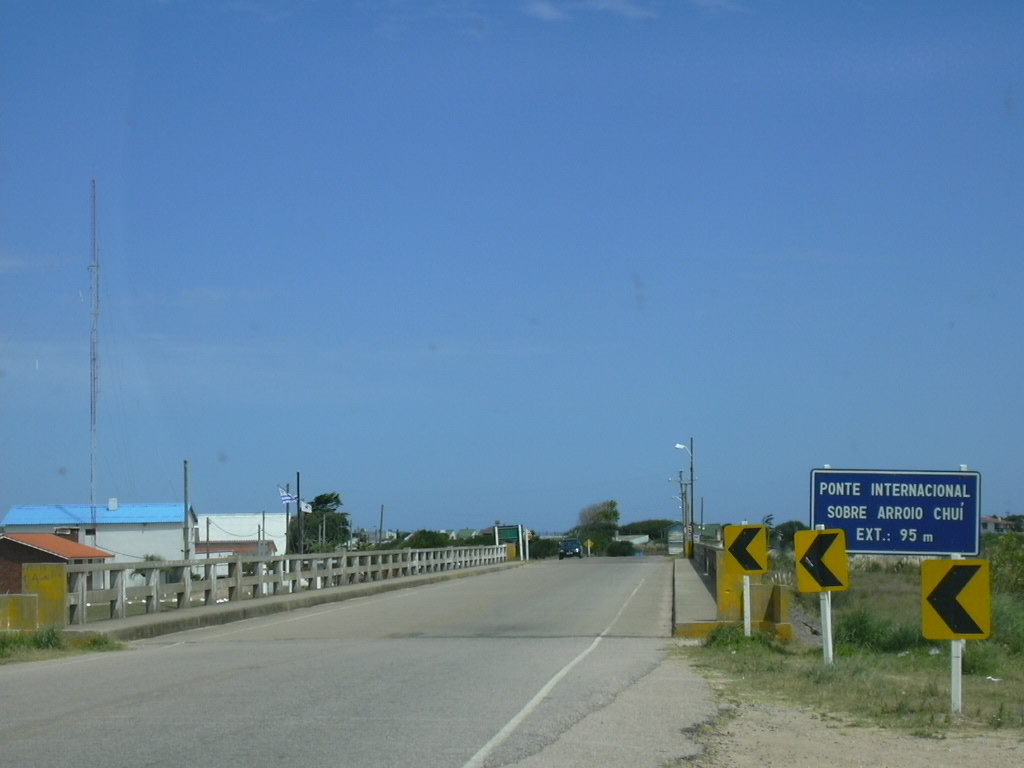

RS-241 · RS-518 · RS-602 · RS-630 · RS-634 · RS-640 · RS-699 · RS-734